# New Canaan (Connecticut)
New Canaan ist eine Stadt im Fairfield County im US-Bundesstaat Connecticut. Das U.S. Census Bureau hat bei der Volkszählung 2020 eine Einwohnerzahl von 20.622 ermittelt. Das Stadtgebiet hat eine Größe von 58,3 km².
New Canaan ist eine der reichsten Kommunen der USA. In der CNN-Money-Rangliste 2013 belegte New Canaan den 5. Platz der US-Städte mit dem höchsten Einkommen.
Zu den Verkehrsanbindungen gehören der Merritt Parkway und die Metro-North Railroad.

## Geschichte
Im Jahre 1731 gründete die Kolonialverwaltung Connecticuts den Bezirk Canaan Parish als religiösen Bezirk im Nordwesten von Norwalk, Connecticut und Nordosten von Stamford, Connecticut. Dies diente zunächst nur der Vereinfachung der Verwaltung. Die Stadt New Canaan wurde 1801 gegründet.
Bis zum Amerikanischen Unabhängigkeitskrieg war New Canaan rein landwirtschaftlich geprägt. Nach dem Krieg wurde die Stadt die Schuhproduktion berühmt. Durch den Anschluss ans Schienennetz im Jahre 1868 entdeckten reiche Bewohner New York Citys den Ort für sich und errichteten Sommerresidenzen. Lewis Lapham, Gründer von Texaco und Urgroßvater von Lewis H. Lapham (Harper’s Magazine) verbrachte hier seine Sommer.
Nach dem Zweiten Weltkrieg wurde New Canaan für seine Bauten moderner Architektur der Gruppe The Harvard Five bekannt.
Der Spitzname „Next Station to Heaven“ geht auf einen Artikel von Will Kirk im Messenger aus dem Jahre 1890 zurück.

## Fotos

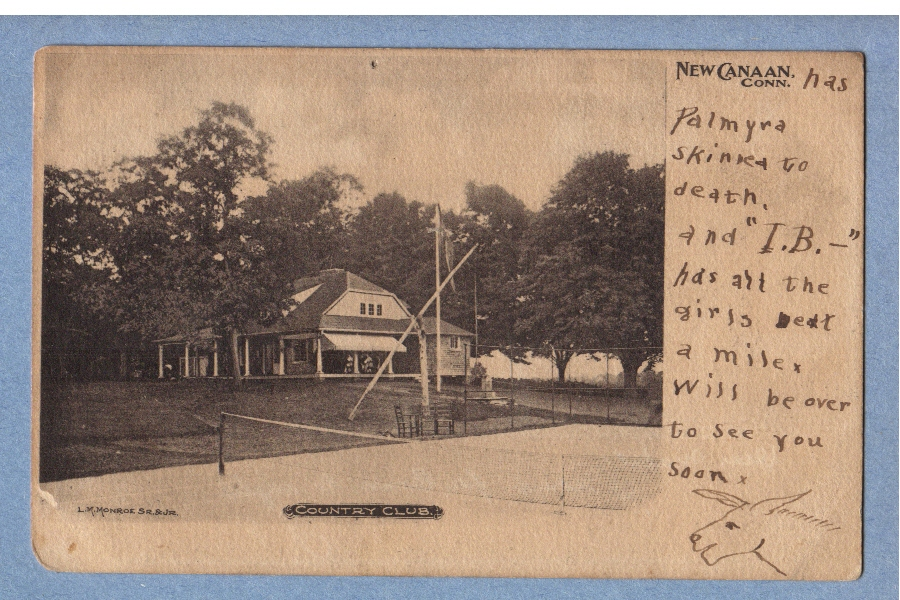
Postkarte des Country Club, ca. 1906
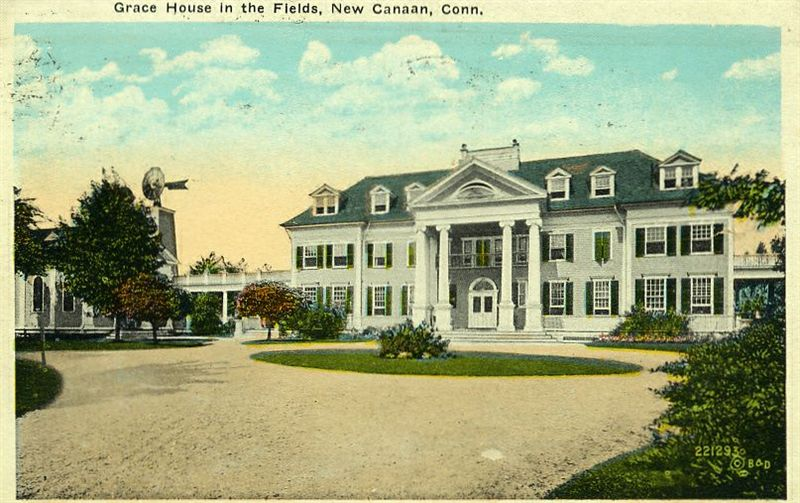
Grace House in the Fields, ca. 1915
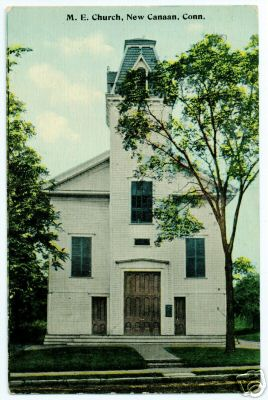
Methodist Episcopal Church, Postkarte 1917
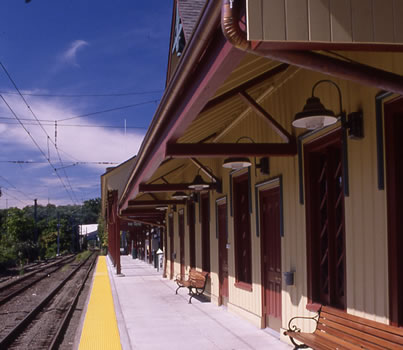
New Canaan Bahnhof

## Söhne und Töchter der Stadt
- Anthony Comstock, Namensgeber der Comstock-Gesetze
- Norman Cousins, Redakteur, Wissenschaftsjournalist, Autor und Friedensaktivist. Lebte in NC[4]
- Philip Johnson (1906–2005), Architekt des Glass House
- Eliot Noyes, Architekt – Mitglied der Harvard Five, starb in New Canaan
- Max Pacioretty (* 1988), Eishockeyspieler
- Sarah Rafferty, Schauspielerin
- Stuart Symington, US-Senator
- Arthur Szyk, Anti-Nazi Cartoonist/Illustrator, starb in New Canaan

## New Canaan in den Medien

### New Canaan als Drehort
Für folgende Filme wurden Szenen in New Canaan gedreht:
- Best Laid Plans (2009)
- Ein ideales Paar (Made for Each Other, 2009)
- Zeiten des Aufruhrs (Revolutionary Road , 2008)
- Die Frauen von Stepford (The Stepford Wives, 2004)
- Liebe in jeder Beziehung (The Object of My Affection, 1998)
- Der Eissturm (The Ice Storm, 1997)
- Tabu der Gerechten (Gentlemen's Agreement, 1947)
- Der computeranimierte Spielfilm Bee Movie – Das Honigkomplott (Bee Movie, 2006) spielt in New Canaan